# George Archainbaud
George Archainbaud, né Georges Eugène Louis Marie Archainbaud le 7 mai 1890 à Paris 10e et mort le 20 février 1959 à Beverly Hills (Los Angeles, Californie), est un réalisateur et scénariste franco-américain.

## Filmographie

### Comme réalisateur

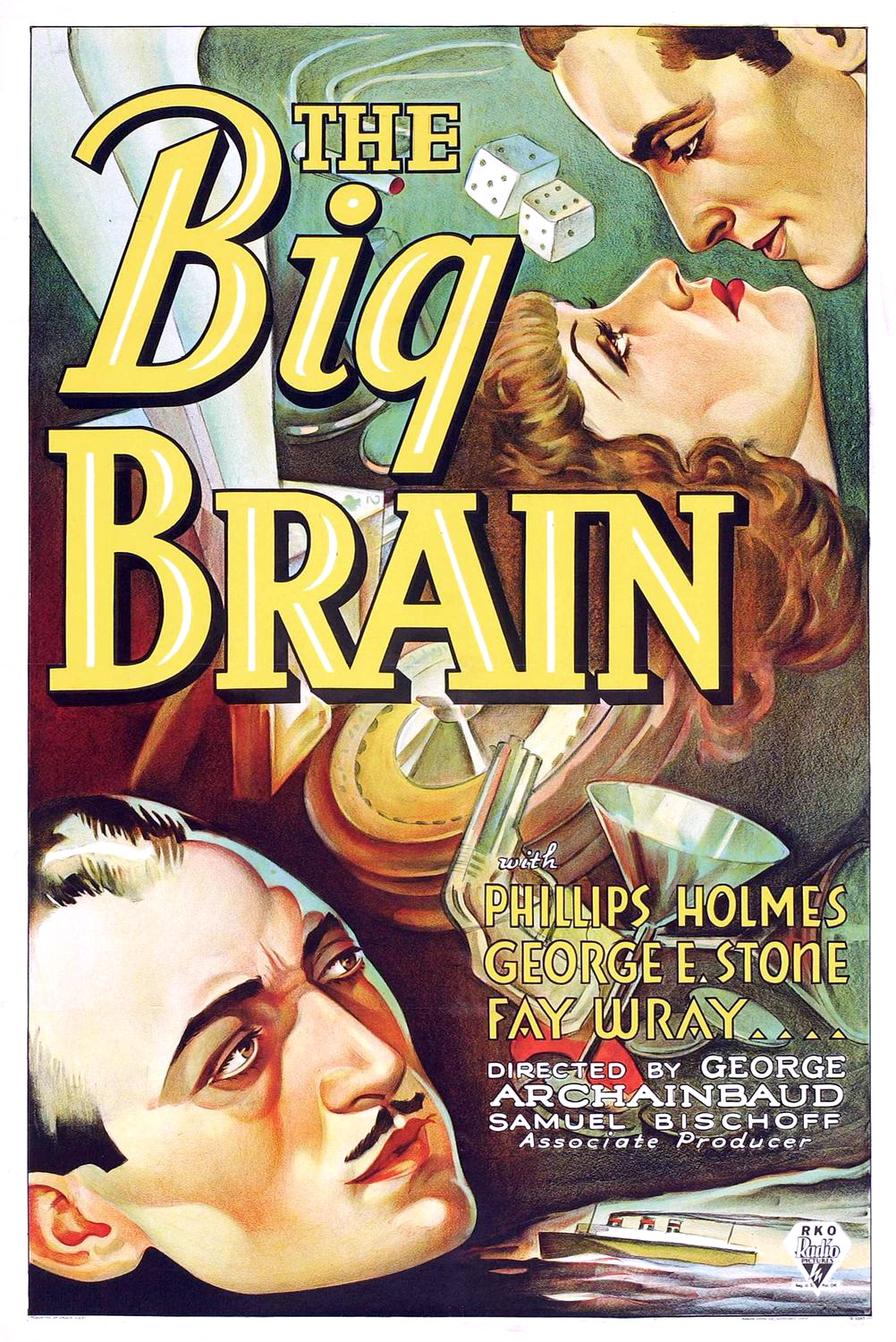
Affiche de The Big Brain (1933).

- 1917 : As Man Made Her
- 1917 : Yankee Pluck (en)
- 1917 : The Brand of Satan (en)
- 1917 : The Iron Ring (en)
- 1917 : A Maid of Belgium (en)
- 1917 : The Awakening (en)
- 1917 : Diamonds and Pearls (en)
- 1918 : The Divine Sacrifice (en)
- 1918 : The Cross Bearer
- 1918 : The Trap
- 1919 : Le Danseur inconnu (en) (The Love Cheat)
- 1919 : Mam'zelle milliard (en) (A Damsel in Distress)
- 1920 : In Walked Mary
- 1920 : The Shadow of Rosalie Byrnes (en)
- 1920 : Le Triomphe de Francine (en) (What Women Want)
- 1920 : Marooned Hearts (en)
- 1920 : The Wonderful Chance
- 1920 : The Pleasure Seekers (en)
- 1921 : The Miracle of Manhattan
- 1921 : L'Ombre du passé (The Girl from Nowhere)
- 1921 : Handcuffs or Kisses (en)
- 1921 : Clay Dollars (en)
- 1921 : A Man of Stone (en)
- 1922 : Evidence (en)
- 1922 : Under Oath (en)
- 1922 : La Prisonnière (One Week of Love)
- 1922 : The Power of a Lie (en)
- 1923 : The Midnight Guest (en)
- 1923 : Cordelia the Magnificent (en)
- 1923 : The Common Law (en)
- 1924 : The Shadow of the East (en)
- 1924 : Un drame en mer (The Storm Daughter)
- 1924 : Le Pillard (en) (The Plunderer)
- 1924 : For Sale
- 1924 : Les Solitaires (Single Wives)
- 1924 : Christine of the Hungry Heart (en)
- 1924 : The Mirage
- 1925 : L'Avalanche (Enticement)
- 1925 : The Necessary Evil (en)
- 1925 : What Fools Men (en)
- 1925 : Scarlet Saint (en)
- 1926 : Puppets
- 1926 : Men of Steel (en)
- 1926 : The Silent Lover (en)
- 1927 : Easy Pickings (en)
- 1927 : Night Life (en)
- 1928 : A Woman Against the World
- 1928 : The Man in Hobbles (en)
- 1928 : The Tragedy of Youth (en)
- 1928 : Bachelor's Paradise
- 1928 : Ladies of the Night Club (en)
- 1928 : The Grain of Dust (en)
- 1928 : L'Homme qui ne ment pas (en) (George Washington Cohen)
- 1929 : The Voice Within
- 1929 : L'Oasis d'amour (en) (Two Men and a Maid)
- 1929 : The College Coquette (en)
- 1929 : Broadway Scandals (en)
- 1929 : The Broadway Hoofer
- 1930 : Framed (en)
- 1930 : Une perle rare (Alias French Gertie)
- 1930 : Le Geste révélateur (en) (Shooting Straight)
- 1930 : The Silver Horde
- 1931 : The Lady Refuses
- 1931 : Three Who Loved (en)
- 1931 : Men of Chance (en)
- 1932 : Quatre de l'aviation (The Lost Squadron)
- 1932 : La loi ordonne (en) (State's Attorney)
- 1932 : Hypnose (Thirteen Women)
- 1932 : Un meurtre chez les pingouins (Penguin Pool Murder)
- 1933 : The Big Brain (en)
- 1933 : Les Sacrifiés (After Tonight)
- 1934 : Rodney (en) (Keep 'Em Rolling)
- 1934 : Murder on the Blackboard (en)
- 1935 : Thunder in the Night (en)
- 1935 : My Marriage (en)
- 1936 : Le Retour de Sophie Lang (The Return of Sophie Lang)
- 1936 : Hideaway Girl (it)
- 1937 : Clarence (en)
- 1937 : Blonde Trouble (en)
- 1937 : Romance burlesque (Thrill of a Lifetime)
- 1938 : Toura, déesse de la Jungle (Her Jungle Love)
- 1938 : Campus Confessions
- 1938 : Thanks for the Memory
- 1939 : Ennuis de ménage (en) (Boy Trouble)
- 1939 : Some Like It Hot
- 1939 : Night Work (en)
- 1940 : Opened by Mistake (en)
- 1940 : Untamed (en)
- 1940 : Comin' Round the Mountain (en)
- 1942 : Flying with Music
- 1943 : La Justice du lasso (Hoppy Serves a Writ)
- 1943 : Le Cavalier du Kansas (The Kansan)
- 1943 : False Colors (en)
- 1943 : La Loi du Far West (The Woman of the Town)
- 1944 : Texas Masquerade (en)
- 1944 : La Terreur de l'Ouest (en) (Mystery Man)
- 1944 : Alaska (en)
- 1944 : The Big Bonanza (en)
- 1945 : Girls of the Big House (en)
- 1946 : The Devil's Playground (en)
- 1947 : Fool's Gold (en)
- 1947 : Le Mystérieux visiteur (en) (Unexpected Guest)
- 1947 : King of the Wild Horses (en)
- 1947 : Dangerous Venture (en)
- 1947 : The Millerson Case (en)
- 1947 : The Marauders (en)
- 1947 : Hoppy's Holiday (en)
- 1948 : Silent Conflict (en)
- 1948 : The Dead Don't Dream (en)
- 1948 : Sinister Journey (en)
- 1948 : Borrowed Trouble (en)
- 1948 : False Paradise (en)
- 1948 : Strange Gamble (en)
- 1950 : Border Treasure (en)
- 1950 : Hunt the Man Down
- 1952 : The Old West (it)
- 1952 : Night Stage to Galveston (it)
- 1952 : Apache Country (it)
- 1952 : Barbed Wire (en)
- 1952 : Wagon Team (it)
- 1952 : Blue Canadian Rockies (it)
- 1953 : Winning of the West (it)
- 1953 : On Top of Old Smoky (it)
- 1953 : Goldtown Ghost Riders (it)
- 1953 : Pack Train (it)
- 1953 : Saginaw Trail (it)
- 1953 : Last of the Pony Riders (it)
- 1955 : The Adventures of Champion (en) (série TV)
- 1956 : Circus Boy (série TV)
- 1958 : The Texan (en) (série TV)

### comme scénariste
- 1922 : La Prisonnière (One Week of Love)